# عبیر عبدالرحمان
عبیر عبدالرحمان (زادهٔ ۱۳ ژوئن ۱۹۹۲) وزنه‌بردار زن اهل مصر است.
وی در مسابقات کشوری و بین‌المللی در مجموع برندهٔ ۱ مدال نقره شده‌است.